# Prinzeß-Theater (Berlin)

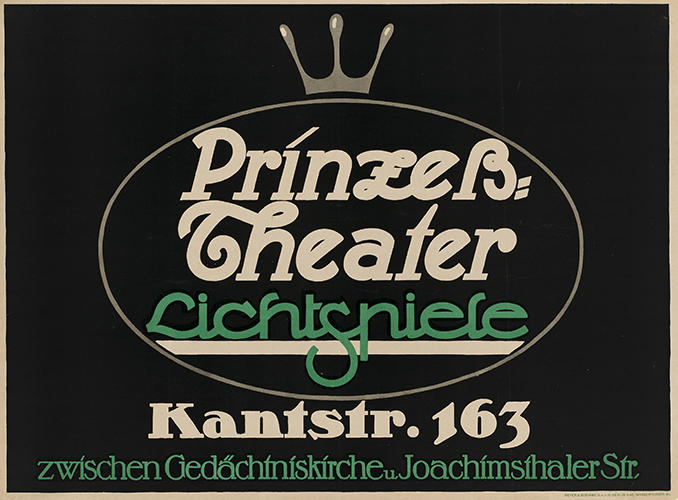
Von Beyer & Boehme 1911 gedrucktes Plakat für das Prinzeß-Theater

Das Prinzeß-Theater in Berlin war ein zur Zeit des Deutschen Kaiserreichs im Jahr 1911 eröffnetes Lichtspielhaus in der (damaligen) Stadt Charlottenburg bei Berlin.

## Lage
Die neue Freizeitattraktion, zwischen der Kaiser-Wilhelm-Gedächtniskirche und der Joachimsthaler Straße gelegen, sicherte dem Kino zahlreiche Besucher. In der unmittelbaren Nachbarschaft, Kantstraße 162, hatte kurz zuvor das Olympia-Theater (Lichtspiele) seine Pforten eröffnet. Zusammen mit den Prinzeß-Lichtspielen wurde im gleichen Gebäude das Kaufhaus Gadiel & Co. eingerichtet, Besucher beider Einrichtungen mussten am selben Portier vorübergehen.

## Geschichte
Das Prinzeß-Theater wurde von dem Architekten Lucian Bernhard durch Umbau eines früheren Miets-Wohnhauses in der Kantstraße 163 gestaltet und umfasste 800 Sitzplätze. Mitten im Ersten Weltkrieg (1916) gab es das Kaufhaus hier nicht mehr, dafür wohnten neben dem Prinzeß-Theater drei Familien in dem Gebäude, darunter ein Theaterbesitzer E. Arnold.
Nach dem Ersten Weltkrieg erwarb im Jahr 1919 Richard Oswald das Unternehmen und führte es zunächst gemeinsam mit den Brüdern Georg und James Köttner unter der Bezeichnung Richard Oswald Lichtspiele GmbH, danach bis 1926 als Oswald-Lichtspiele fort.
Anfang der 1930er Jahre gab es in dem Gebäude eine Eisenbahn-Liefergemeinschaft, die Actiengesellschaft Körtung, Elektrizitätswerke, die Deutsche Hydrierwerke A.G., den Verlag von L. Winkelmann und die Richard-Oswald-Lichtspiele. Der in früheren Adressbüchern als Hotelbesitzer geführte H. Krahl war jetzt Hauswart. Die Oswald-Lichtspiele dienten einige Zeit als Uraufführungsort der Filme von Oswald, der gleichzeitig Filmregisseur war. Er wohnte in den 1930er Jahren in Wilmersdorf, Landhausstraße 62.
Im Jahr 1935 wurde kein Theater unter der angegebenen Adresse genannt, dagegen waren die Eisenbahn-Liefergemeinschaft, die Hydrierwerke und eine Waggon-Fabrik-Aktiengesellschaft hier ansässig. Ab 1940 firmierte die Einrichtung unter Viktoria-Lichtspiele, auch Viktoria am Zoo.
Ab den späten 1940er Jahren finden sich im Haus Kantstraße 163 keine Kultureinrichtungen mehr.
Im 21. Jahrhundert gehört das Grundstück des ehemaligen Prinzeß-Theaters zu einer Baufläche, für die der Berliner Senat im Jahr 2004 einen Bebauungsplan beschlossen und in einer Verordnung veröffentlicht hat. Hier sollen Gebäude entstehen, die eine Mischnutzung aus Einzelhandels-, Dienstleistungs-, Beherbergungs- und Gastronomiebetrieben, Einrichtungen für Freizeit und Unterhaltung sowie für kulturelle, soziale, gesundheitliche und sportliche Zwecke und Büros, in Ausnahmefällen auch Wohnungen, enthalten.